# Cingle del Fitó
El Cingle del Fitó és una cinglera del terme municipal de Sant Feliu de Codines, al Vallès Oriental.
És una de les dues cingleres (l'altra és els Cingles del Perer) que tanquen per ponent la Vall de Sant Miquel, la major part de la qual és en terme de Bigues i Riells del Fai. De fet, el termenal entre els dos termes municipals esmentats discorre per la part baixa d'aquesta cinglera, per dessota de la carretera BV-1485. Aquesta carretera passa just als peus de la cinglera.